# Fuego
«Fuego» (с исп. — «Огонь») — песня в исполнении греческой поп-певицы Элени Фурейры, с которой она представила Кипр на песенном конкурсе «Евровидение-2018».
Песню представили зрителям 25 января 2018 года, хотя тогда Вещательная корпорация Республики Кипр не дала официального подтверждения о её участии на «Евровидении». Автором песни стал шведский продюсер и композитор Alex P. Официальное издание песни состоялось 2 марта 2018 года.
О том, что представителем Кипра на конкурсе станет Элени Фурейра, было объявлено также 25 января, но опять же без официального подтверждения, оно было сделано 1 февраля. До этого чаще всего публиковались предположения о том, что на конкурсе от Кипра выступит победительница «Евровидения-2005» Елена Папаризу.

## Список композиций
| №  | Название | Длительность |
| -- | -------- | ------------ |
| 1. | «Fuego»  | 3:03         |

## Позиции в чартах
| Чарт (2018)                    | Наивысшая позиция |
| ------------------------------ | ----------------- |
| Греция (Digital Singles Chart) | 4                 |

## Хронология издания
| Страна | Дата         | Формат               | Лейбл         |
| ------ | ------------ | -------------------- | ------------- |
| Мир    | 9 марта 2018 | цифровая дистрибуция | Panik Records |